# Павлинский, Михаил Николаевич
Михаил Николаевич Павлинский (8 декабря 1959 — 1 июля 2020) — российский учёный в области рентгеновской астрономии и космического приборостроения, доктор физико-математических наук, заместитель директора ИКИ РАН.

## Биография
Родился 8 декабря 1959 г. в городе Саров Нижегородской области.
Окончил МИФИ (1983) и весь последующий период жизни работал в ИКИ АН СССР (РАН), последняя должность — заместитель директора института по проекту «Спектр-РГ», заведующий отделом № 52 (астрофизики высоких энергий).
В 1991 г. защитил кандидатскую диссертацию:
- Построение рентгеновской карты центральной области Галактики по данным телескопа АРТ-П проекта «Гранат» : диссертация ... кандидата физико-математических наук : 01.03.02 / Академия наук СССР. Ин-т космических исслед. - Москва, 1991. - 114 с. : ил.

Доктор физико-математических наук, диссертация:
- Исследование области центра Галактики в рентгеновском диапазоне энергий при помощи позиционно-чувствительной пропорциональной камеры : диссертация ... доктора физико-математических наук : 01.03.02. - Москва, 2000. - 175 с. : ил.

Разработчик рентгеновского телескопа АРТ-П на спутнике «Гранат», оптического телескопа РТТ-150, первого в России зеркального рентгеновского телескопа ART-XC.
Автор более 300 публикаций (2370 ссылок), индекс Хирша 22.
Умер 1 июля 2020 года после тяжелой болезни.